# Kagney Linn Karter
Kagney Linn Karter (født 28. marts 1987, død 15. februar 2024) var en amerikansk pornoskuespiller.

## Tidligt liv
Kagney Linn Karter blev født i Harris County, Texas og opvoksede i Saint Joseph, Missouri.

## Død
Karter døde af selvmord i Cuyahoga County, Ohio den 15. februar 2024. Hun var 36 år gammel. Hendes død blev rapporteret af TMZ fire dage senere.